# Autodromo Vallelunga
Het Autodromo Vallelunga „Piero Taruffi” is een permanent circuit, 20 kilometer ten noorden van Rome, nabij Vallelunga. Vallelunga werd in 1959 gebouwd als een zand ovaal van 1,8 kilometer. Vanaf 1963 organiseerde het circuit de Grand Prix van Rome in de Formule 2 en Formule 3000 en in 1967 werd een nieuwe lus aangelegd toen het circuit eigendom werd van de ACI. Het circuit is vernoemd naar de bekende Italiaanse coureur Piero Taruffi.
In augustus 2004 werd begonnen aan een uitbreiding van 1 kilometer, waarmee de baan op de huidige lengte komt. Deze baan mag van de FIA worden gebruikt als testcircuit voor Formule 1-teams. Het circuit organiseert ook de endurancerace 6 uur van Vallelunga.